# Merve Tuncel
Merve Tuncel (Ankara, 1º gennaio 2005) è una nuotatrice turca, vincitrice della medaglia di bronzo agli europei di Roma 2022.

## Palmarès
- Europei

Roma 2022: bronzo negli 800m sl.
- Giochi del Mediterraneo

Orano 2022: oro negli 800m sl, bronzo nei 200m farfalla e nella 4x200m sl.
- Mondiali giovanili

Lima 2022: oro nei 400m sl, negli 800m sl e nei 1500m sl, bronzo nella 4x200m sl.
- Europei giovanili

Roma 2021: oro nei 400m sl, negli 800m sl e nei 1500m sl, bronzo nella 4x200m sl.
Otopeni 2022: oro nei 400m sl, negli 800m sl e nei 1500m sl, bronzo nei 200m sl.
Belgrado 2023: oro negli 800m sl e nei 1500m sl, argento nei 400m sl.
- EYOF

Baku 2019: argento nei 200m farfalla, bronzo negli 800m sl.